# Identificatore
Gli identificatori (ID) sono simboli (token lessicali) aventi la funzione di individuare un insieme di dati (o entità). Il concetto e la funzione sono analoghi a quelli del nome di persona. Gli identificatori sono usati estensivamente in tutti i sistemi che elaborano informazioni. Dare un nome alle entità rende possibile riferirsi ad esse, il che è essenziale per ogni tipo di processo.

## Gli identificatori nei linguaggi di programmazione
In informatica, gli identificatori sono token testuali (altresì chiamati simboli) che danno un nome alle entità di un linguaggio. Nei linguaggi di programmazione, esempi di tali entità sono le variabili, i tipi, le etichette, le funzioni, ecc...
I linguaggi di programmazione normalmente pongono delle restrizioni su come possa essere un identificatore. Per esempio, in C++, una restrizione è quella che gli identificatori devono essere composti soltanto da lettere, numeri o underscore.
Nei linguaggi di programmazione compilati, gli identificatori sono delle entità esistenti soltanto a compile-time. In altre parole, a run-time il programma compilato opera in termini di indirizzi di memoria e offset, mentre i nomi degli identificatori non sono più presenti o utilizzati.
Nei linguaggi interpretati gli identificatori sono spesso disponibili a run-time, talvolta persino come oggetti first-class, che possono essere tranquillamente manipolati.
Compilatori ed interpreti normalmente non associano un significato allo specifico identificatore scelto per una entità, fermo restando che esso rimanga unico in un certo contesto. In ogni caso, ci sono delle eccezioni. Ad esempio:
- in Ruby una variabile è automaticamente considerata immutabile se il suo identificatore comincia con una lettera maiuscola;
- in Fortran, la prima lettera del nome di una variabile indica se di default deve essere considerata un intero oppure un numero in virgola mobile.